# Trachelipus rucneri
Trachelipus rucneri là một loài chân đều trong họ Trachelipodidae. Loài này được Karaman miêu tả khoa học năm 1967.